# GEA Refrigeration Technologies

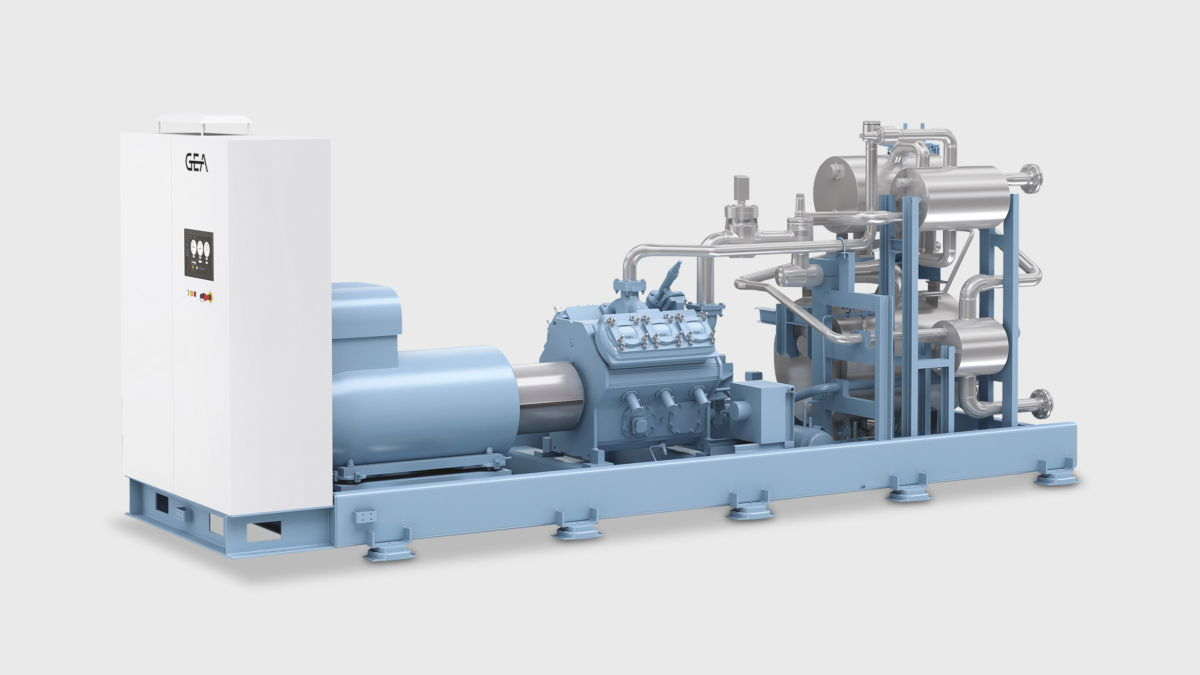
[https://www.gea.com/en/products/heat-pumps/ heat pump

Die GEA Refrigeration Technologies GmbH mit Hauptsitz in Berlin ist ein Entwickler, Hersteller und Anbieter industrieller Kälte- und Wärmetechnik. Das Unternehmen ist eine Tochter der GEA Group. Es stellt unter anderem Hubkolbenverdichter, Schraubenverdichter, Flüssigkeitskühlsätze (Chiller), Wärmepumpen, Ventile, Armaturen, Trockner und Entlüfter her. GEA beliefert zahlreiche Industriebranchen, darunter Lebensmittel und Getränke, Milchverarbeitung, Schifffahrt, Öl und Gas. Hinzu kommen Geräten für Prozesskühlung und -wärme sowie Gasverdichtung im Chemie- und Energiesektor.

## Entstehung und Geschichte
Den Grundstein für GEA Heating & Refrigeration Technologies legte Willem Grasso 1858 mit seiner Schmiede Willem Grasso Stoomsmederij in ’s-Hertogenbosch, Niederlande. Dort fertigte er zunächst Dampfmaschinen und Werkzeuge, später Dampfhämmer und Buttermaschinen. Sein Sohn Henri übernahm 1894 das Unternehmen. Nach Erfindung der Margarine 1896 stellte das unternehmen spezielle Margarinemaschinen her. Im gleichen Jahr gründete Grasso einen separaten Unternehmensbereich für Kältetechnik. Der Zweite Weltkrieg zog das Werk stark in Mitleidenschaft, sodass Grasso die Produktion der Margarinemaschinen einstellte. Nach dem Krieg konzentrierte sich Grasso auf Kältetechnik.
Das Unternehmen ist seit 1991 Teil der GEA Group. Anschließend ergänzte es durch mehrere Firmenzukäufe sein Angebot: 1993 kaufte GEA Refrigeration Technologies GmbH die Firma GEA Grenco, einen Hersteller von Kühltechnik für die Lebensmittel- und Schifffahrtsindustrie, ein Jahr später den Verdichterspezialisten Kühlautomat Berlin GmbH (KAB, ehemals VEB Kühlautomat Berlin). 1995 wurde der italienische Verdichterhersteller GEA Refrigeration Italy S.p.A. erworben. 2004 übernahm GEA Refrigeration Technologies die Goedhart Holding BV, einen niederländischen Hersteller von Luftkühlern und Kühlschlangen. 1999 wurde das Produktionsunternehmen für Kolben- und Schraubenverdichter-Flüssigkeitskühlsätze ILKA MAFA Kältemaschinenbau GmbH (ehemals VEB Maschinenfabrik Halle) Mitglied der GEA Group.
In den folgenden Jahren bis zur Konzernumstrukturierung der GEA Group zum Januar 2009 erwarb das Unternehmen den Spezialisten für industrielle Kältetechnik FES, Inc. (heute GEA FES, Inc.), USA; Morris & Young Ltd., London, und den deutschen Ventilhersteller AWP (heute GEA AWP GmbH). Ferner sind seit 2009 die Eurotek (heute Eurotek Engineering Ltd), Großbritannien, und Intec (heute GEA Intec) Teil der GEA Group.

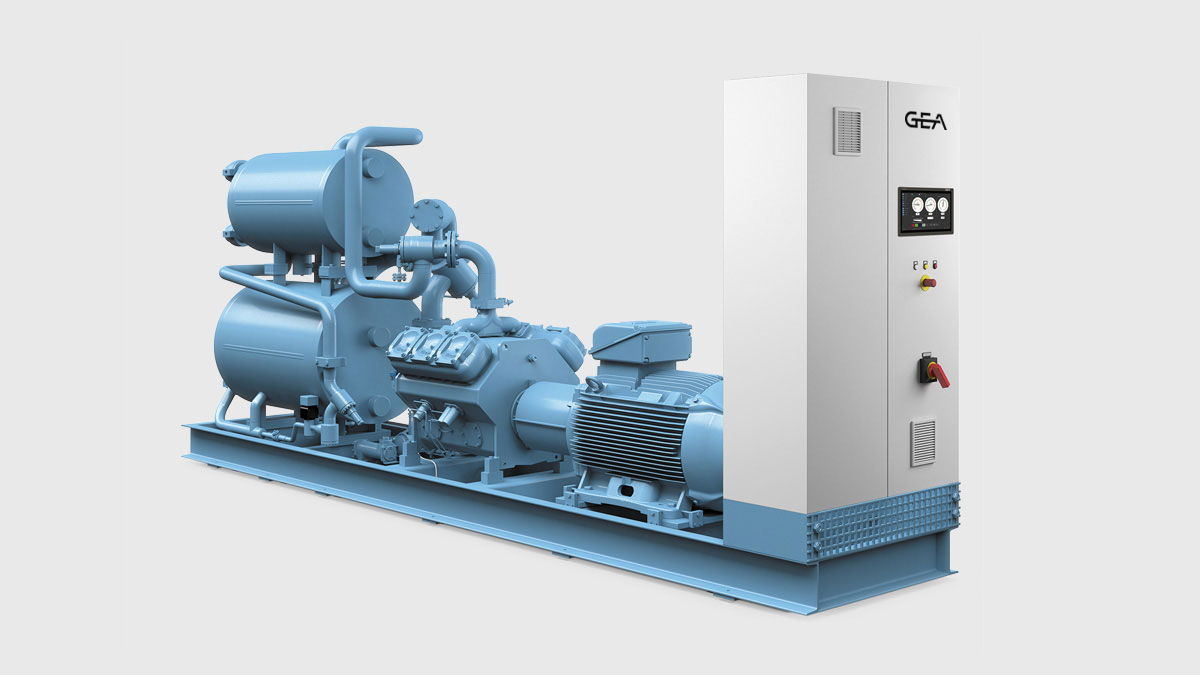
[https://www.gea.com/en/products/chillers chiller

## Die wichtigsten Traditionsmarken der GEA Refrigeration Technologies GmbH
- GEA Grasso
- GEA AWP
- GEA FES

Koordinaten: 51° 30′ 48″ N, 7° 11′ 31″ O